# Aechmea pineliana
Espèce
Classification phylogénétique
Aechmea pineliana est une espèce de plantes de la famille des Bromeliaceae, endémique de la forêt atlantique (mata atlântica en portugais) au Brésil.

## Synonymes
- Aechmea pineliana var. pineliana[1] ;
- Aechmea triticina var. capensis L.B.Sm.[1] ;
- Echinostachys pineliana Brongn. ex Planch.[1] ;
- Echinostachys rosea Beer[1] ;
- Macrochordion pinelianum (Brongn. ex Planch.) Lem.[1] ;
- Macrochordium pinelianum (Brongn. ex Planch.) Lem.[1] ;
- Pothuava pineliana (Brongn. ex Planch.) L.B.Sm. & W.J.Kress[1] ;
- Pothuava triticina var. capensis (L.B.Sm.) L.B.Sm. & W.J.Kress[1].